# Dragatori di donne
Dragatori di donne (Les Dragueurs) è un film del 1959 diretto da Jean-Pierre Mocky e interpretato da Jacques Charrier, Charles Aznavour e Anouk Aimée.